# 가면라이더 키바
《가면라이더 키바》(일본어: 仮面ライダーキバ 카멘라이다 키바[*])는 일본 토에이의 특촬 드라마 가면라이더 시리즈의 2000년대 9번째 작품으로, 2008년 1월 27일부터 2009년 1월 18일까지 일본 TV 아사히에서 방영되었다. 또한, 슈퍼 히어로 타임에서 《염신전대 고온저》와 함께 편성되었다. 뱀파이어를 소재로 하고 있는 작품이며, 선전 문구는 "웨이크 업! 운명의 사슬을 끊어라!"(일본어: 覚醒（ウェイクアップ）! 運命（さだめ）の鎖を解き放て!! 웨이크 앗푸! 사다메노 쿠사리오 토키하나테![*])이다. 1화에서 이시노모리 쇼타로의 탄생 70주년임을 추가로 표시하였다.

## 스토리
《가면라이더 키바》의 이야기는 1986년 파트와 2008년 파트로 분리된다. 자신의 아버지가 사라진 지 21년이 지난 2008년, "유령 집"에 살고 있는 쿠레나이 와타루는 다른 사람들의 생명 에너지를 빼앗는 팡가이어라는 괴물들과의 싸움을 위해 가면라이더 키바로 변신한다. 키바로 변신하며 싸우면서 와타루는 과거로 가 자신의 아버지와 만나면서, 가면라이더 이크사, 팡가이어들의 왕인 가면라이더 사가와 함께 경쟁하면서 협력해나가게 된다.

## 등장 인물
《가면라이더 키바》의 등장 인물은 1986년과 2008년, 두 파트로 분리된다. 1986년 파트에서는 쿠레나이 오토야, 팡가이아 헌터인 아소 유리, 울펜족의 생존자 지로가 이크사 버전 1로 팡가이아들과 싸워가며, 2008년 파트에서는 오토야의 아들로, 키바로 변신하는 와타루와 이크사 버전 10으로 변신하는 나고 케이스케, 그리고 아소 유리의 딸 메구미가 살아남은 팡가이아들과 싸워간다.

## 팡가이어
팡가이어(Fangire, 일본어: ファンガイア 황가이아[*])는 육체가 스테인드글라스로 되어 있으며, 인간의 생명 에너지(일본어: ライフエナジー 라이후 에나지[*])를 흡수하며 살아가는 흡혈 종족으로, 인간의 모습으로 위장하는 습성을 가지고 있다. 키바와 이크사, 그리고 팡가이아들 이외의 다른 열두 마족들과 대립하고 있다

## 캐스트
2008년 파트
- 쿠레나이 와타루/가면라이더 키바 - 세토 코지[1][2][3](한국성우:서원석)
- 나고 케이스케/가면라이더 이크샤 - 카토 케이스케 (한국성우:박성태)
- 아소 메구미 - 야나기사와 나나 (한국성우:김성연)
- 에리타테 켄고 - 쿠마이 코헤이 (한국성우:백승철)
- 노무라 시즈카 - 코이케 리나 (한국성우:서유리)
- 노보리 타이가/가면라이더 사가 - 야마모토 쇼마 (한국성우:김두희)
- 스즈키 미오/펄쉘 팡가이어 - 하가 유리아 (한국성우:이지현)
- 키바트배트 3세 - 스기타 토모카즈 (한국성우:임경명)
- 타츠로트 - 이시다 아키라 (한국성우:박서진)

1986년 파트
- 쿠레나이 오토야/가면라이더 다크키바 - 타케다 코헤이 (한국성우:박서진)
- 아소 유리 - 타카하시 유우 (한국성우:이명희)
- 체크메이트 포의 킹/배트 팡가이어 - 니이로 신야 (한국성우:최낙윤)
- 키바트배트 2세 - 스기타 토모카즈 (한국성우:임경명)

양쪽 파트에 모두 등장하는 인물
- 시마 마모루 - 카나야마 카즈히코, 김정호
- 키도 아키라 - 키노시타 호우카, 온영삼
- 지로 - 마츠다 켄지, 심정민
- 라몬 - 오고에 유키, 김민정
- 리키 - 타키가와 에이지, 임경명
- 마야 - 카가미 사키, 이미나
- 루크 - 타카하라 토모히데, 박성태
- 비숍 - 무라타 미츠, 장민혁
- 이토야 료 - 소토, 백승철
- 키바트 배트 3세·키바트 배트 2세의 목소리 - 스기타 토모카즈
- 팡가이어들의 목소리 - 시오노 카츠미, 오키 카나에, 무라이 카츠유키, 치지와 류사쿠, 나카오 류세이, 사카이 케이코우, 엔도 다이스케, 미토 타카시, 마스다 타카유키, 시모야마 요시미츠, 미네 카오리, 이시노 류조, 타케 토라, 이시가미 유이치, 카츠키 마사코, 에가와 다이스케. 그 밖에 인간체 배우의 목소리를 더빙한 팡가이어도 있다.

### 게스트
- 츠가미 카오루 (1화) - 쿄 노부오
- 미야자와 히토미 (2화) - 우메미야 마사코, 이지현
- 오오무라 타케오 (9화 ~ 10화) - 무라이 카츠유키, 최낙윤
- 미야케 토오루 (13화 ~ 14화) - 진보 사토시
- 레이디버그 팡가이어 (19화 ~ 20화) - 나카오 류세이
- 타나하시 (27화 ~ 28화) - 오가와 아츠시
- 아베루 (29화 ~ 31화) - 쿠보데라 아키라
- 쿠로사와 (32화 ~ 33화) - 타카하시 카즈오키, 온영삼
- 카에데 (34화 ~ 35화) - 미야시타 토모미
- 쿠레나이 마사오 (48화) - 타케다 코헤이

### 슈트 배우
- 키바, 다크 키바, 가루루, 뉴 키바 - 타카이와 세이지
- 이크사 - 오카모토 지로
- 이크사 (아소 유리·아소 메구미) - 하치스카 유이치
- 밧샤, 펄쉘 팡가이어 - 카미오 나오코
- 사가, 돗가, 다크 키바 (쿠레나이 오토야·노보리 타이가) - 에이토쿠
- 팡가이어: 에이토쿠, 무라오카 히로유키
- 그리즐리 팡가이어 (23화 ~ 24화) - 이마이 야스히코

### 주제가.삽입곡
오프닝
break the chain - 노래:tourbillon
극 중 삽입가
Destiny's play 이케멘즈 ver.~에리타테 켄고 - 노래:에리타테 켄고
엔딩
Destiny's play(8화~) - 노래:TETRA-FANG
Individual-system(15화~) - 노래:TETRA-FANG
Innocent Trap(19화~) - 노래:TETRA-FANG
Shout in the Moonlight(23화) - 노래:TETRA FANG
Supenova(24화) - 노래:TETRA FANG
Fight for justice~Indidual-system NAGO ver.~(28화~) - 노래:나고 케이스케
Roots of the king(34화~) - 노래:TETRA-FANG

## 더빙
대한민국에서는 '가면라이더 키바'라는 제목으로 한국어로 더빙하여 챔프 TV를 통해서 2010년 1월 4일부터 방영되었다.